# کشتی پروتکتور
کشتی پروتکتور (به انگلیسی: French ship Protecteur) یک کشتی است. این کشتی در سال ۱۷۶۰ ساخته شد.